# White Shield
White Shield is een plaats (census-designated place) in de Amerikaanse staat North Dakota, en valt bestuurlijk gezien onder McLean County.

## Demografie
Bij de volkstelling in 2000 werd het aantal inwoners vastgesteld op 348.

## Geografie
Volgens het United States Census Bureau beslaat de plaats een oppervlakte van
9,7 km², geheel bestaande uit land.

## Plaatsen in de nabije omgeving
De onderstaande figuur toont nabijgelegen plaatsen in een straal van 36 km rond White Shield.